# 替非珠单抗
替非珠单抗（INN：Tefibazumab）是一种人源化单克隆抗体，用于治疗金黄色葡萄球菌的严重感染。可能的适应症包括治疗患有囊性纤维化的2a期患者的金黄色葡萄球菌和耐甲氧西林金黄色葡萄球菌。该药物由Inhibitex开发的。